# Borohrádek
Borohrádek é uma cidade checa localizada na região de Hradec Králové, distrito de Rychnov nad Kněžnou.